# Ibrahim Mouchili
Ibrahim Mouchili (Yaoundé, 5 gennaio 1998) è un calciatore camerunese, centrocampista dell'Almahalla Tripoli.

## Carriera

### Club
Il 31 gennaio 2020 viene acquistato a titolo definitivo dalla squadra tunisina del Étoile de Métlaoui.